# Futaba, Fukushima
Futaba (双葉町 Futaba-machi) là thị trấn thuộc huyện Futaba, tỉnh Fukushima, Nhật Bản. Tính đến ngày 1 tháng 10 năm 2020, dân sô ước tính thị trấn là 0 người và mật độ dân số là 0 người/km2. Tổng diện tích thị trấn là 51,42 km2.

## Địa lý

### Đô thị lân cận
- Fukushima
  - Namie
  - Ōkuma